# Tomografia sismica
La tomografia sismica è un metodo di indagine sismologica usato per studiare la struttura interna della Terra basandosi sull'analisi del tempo di propagazione di onde sismiche. La tomografia sismica è un tipo di visualizzazione sismica (seismic imaging) e di solito si basa sull'analisi della velocità di propagazione delle onde compressionali (onde P) e delle onde trasversali (onde S). Può anche essere usata per ottenere il fattore di attenuazione Q. Un'altra branca dell'imaging è la migrazione sismica dove le proprietà che devono essere stimate includono il coefficiente di riflessione o riflessività.

## Descrizione
Il più semplice caso di tomografia sismica è quello di valutare la velocità delle onde P. Molti metodi sono stati sviluppati a questo scopo, per esempio:
- tomografia della durata della rifrazione (refraction traveltime[1] tomography)
- tomografia della durata della frequenza circoscritta (finite-frequency traveltime tomography)
- tomografia della durata della riflessione (reflection traveltime tomography)
- tomografia della forma d'onda (waveform tomography)

La tomografia sismica è di solito formulata in base a un problema inverso. Nella tomografia della durata della rifrazione, i dati osservati sono la durata del primo arrivo {\displaystyle t} e i parametri del modello sono la velocità {\displaystyle v}. Il problema avanzato può essere formulato come
{\displaystyle t=L/v}
dove {\displaystyle L} è l'operatore avanzato che, in questo caso, è la matrice del cammino del raggio (raypath).
La tomografia della durata di rifrazione è computazionalmente efficiente, ma può solo fornire una immagine a bassa risoluzione del sottosuolo.
Per ottenere un'immagine ad alta risoluzione si devono abbandonare le approssimazioni di frequenza infinita della teoria del raggio che sono applicabili al tempo iniziale dell'onda, invece di misurare il numero di tragitti (o ampiezze) sopra una finestra del tempo di qualche lunghezza che usa una correlazione obliqua. 
La tomografia della frequenza finita prende in considerazione gli effetti della diffrazione dell'onda, la quale acquisisce l'imaging degli oggetti più piccoli o delle anomalie possibili. I percorsi del raggio sono rimpiazzati da nuclei di sensitività volumetrica, spesso detti nuclei a 'banana-ciambella' nella tomografia globale, perché la loro forma può rassomigliare a una banana, laddove la loro sezione trasversale assomiglia a una ciambella, con, almeno per le onde P ed S, sensitività zero della durata sul percorso del raggio geometrico. Nella tomografia della frequenza finita, la durata del percorso e le anomalie dell'ampiezza sono dipendenti dalla frequenza che porta ad un incremento nella risoluzione.
Per utilizzare appieno l'informazione di un sismogramma si deve usare la tomografia della forma d'onda. In questo caso, i sismogrammi sono i dati osservati. Nell'esplorazione sismica, il modello avanzato è di solito governato dall'equazione dell'onda acustica. Questa è una approssimazione alla propagazione dell'onda elastica. La tomografia della forma dell'onda elastica è molto più difficile della tomografia della forma d'onda acustica. L'equazione dell'onda acustica è numericamente risolta da alcuni schemi numerici come i metodi della differenza finita e degli elementi finiti. Nella tomografia globale il problema inverso per le onde elastiche può essere trattato per mezzo di metodi aggiuntivi.
Per l'interpretazione della tomografia sismica di onde rifratte e riflesse sono utilizzati specifici software che risolvono il problema tomografico (problema diretto ed inverso) utilizzando approcci numerici differenti.